# Elecciones generales de la República Dominicana de 1978
Las elecciones generales se celebraron en la República Dominicana el 16 de mayo de 1978. Tras la presión diplomática del presidente estadounidense, Jimmy Carter, las elecciones fueron libres, competitivas y disputadas por todos los partidos políticos, a diferencia de las elecciones anteriores de los años setenta. Antonio Guzmán Fernández ganó las elecciones presidenciales, mientras que su PRD (que no había impugnado las elecciones de 1970 y 1974) ganó las elecciones legislativas del Congreso. La participación electoral fue del 75.8%.
Cuando el conteo mostró una tendencia inconfundible hacia Guzmán, el Ejército intentó un golpe e interrumpió el conteo de votos, solo para retroceder en medio de las protestas en casa y la fuerte presión del exterior. El recuento final mostró que Balaguer había sufrido la primera derrota de su carrera. A pesar de que se le permitió a Guzmán asumir la presidencia, la Autoridad Electoral Central redistribuyó los votos unánimes entre el PRD y el Partido Reformista, disminuyendo la mayoría del PRD en el Congreso.
La toma de posesión de Guzmán, el 16 de agosto de 1978, marcó la primera vez en la historia del país que un gobierno en funciones había entregado pacíficamente el poder a un miembro electo de la oposición.